# فرانك بونيلا
فرانك بونيلا (بالإنجليزية: Frank Bonilla) هو أكاديمي أمريكي، ولد في 3 فبراير 1925 في نيويورك في الولايات المتحدة، وتوفي في 28 ديسمبر 2010.